# Barbara Gallauner
Barbara Gallauner (* 26. September 1912 in Wien; † 1. Januar 2011 in München) war eine österreichische Schauspielerin, Kabarettistin und Sprecherin.

## Leben

### Familie und erste Engagements
Barbara Gallauner wurde im Alsergrund, dem IX. Wiener Gemeindebezirk, in eine Schauspielerfamilie hineingeboren. Ihre Eltern, Leopold Gallauner und seine Ehefrau Barbara, geborene Raychart, waren Wiener Volkssänger und Schauspieler. Gallauner stand bereits als Kind auf der Theaterbühne. Sie spielte Kindertheater und wurde mit Kinderrollen an größeren Wiener Bühnen besetzt. Mit 15 Jahren gründete sie eine Damenkapelle, mit der sie im Simmeringer Bräuhaus auftrat. Gallauner wollte Schauspielerin werden, wurde jedoch an der Schauspielschule nicht angenommen.
Ihre Laufbahn als Theaterschauspielerin begann sie, somit ohne eigentliche Schauspielausbildung, an verschiedenen Provinzbühnen im Deutschen Reich. Sie hatte Theaterengagements am Stadttheater Meran, am Stadttheater Ingolstadt, am Theater Greifswald und am Stadttheater Kolberg. Gallauner wurde dabei hauptsächlich im Rollenfach der „Jugendlichen Naiven“ und der „Jugendlichen Sentimentalen“ eingesetzt. 1940 trat sie am Wiener Stadttheater an der Seite von Friedl Czepa, Rolf Wanka und Josef Egger in der Operette Lisa, benimm dich! von Hans Lang auf. Im Januar 1941 trat sie in Wien im „Simpl“ auf. Von 1941 bis 1944 war Gallauner gemeinsam mit ihrem damaligen Ehemann, dem Schauspieler Hugo Gottschlich, am Deutschen Theater Metz engagiert.
Nach dem Ende des Zweiten Weltkriegs kam Gallauner nach München, wo sie sich dauerhaft ihren Wohnsitz nahm. Sie wirkte seit Ende der 1940er Jahre in vielen Programmen des Kabaretts „Der bunte Würfel“ in München mit, wo sie auch Chansons interpretierte, die von Fred Rauch für sie geschrieben wurden. Auch trat sie als Volkssängerin auf, unter anderem mit Liedern nach Gedichten des Münchner Schriftstellers Wilhelm Albert Liebl.

### Theaterkarriere in München
Im Laufe ihrer Karriere spielte Gallauner an verschiedenen Münchner Bühnen. Ab der Spielzeit 1947/48 trat Gallauner bis Ende der 1970er Jahre regelmäßig an den Münchner Kammerspielen auf. Sie arbeitete dort u. a. mit den Regisseuren Fritz Kortner, Bruno Hübner, Hans Schweikart, August Everding, Otto Schenk und Hans-Reinhard Müller zusammen. In der Spielzeit 1967/68 übernahm sie an den Münchner Kammerspielen die Rolle der Äbtissin Veronika von der Recke in Friedrich Dürrenmatts Schauspiel Die Wiedertäufer. In der Spielzeit 1972/73 war sie neben Cornelia Froboess und Peter Lühr als Daja in Nathan der Weise (Regie: Hans  Schweikart) zu sehen. Mit dem Ensemble der Münchner Kammerspiele gastierte sie mehrfach beim Berliner Theatertreffen.
Ab 1949 trat sie auch am Bayerischen Staatsschauspiel auf. Im Juni 1949 wirkte sie im Theater am Brunnenhof, dem Ausweichquartier des zerstörten Münchner Residenztheaters, anlässlich des 85. Geburtstages des Komponisten Richard Strauss in einer Festvorstellung des Schauspiels Der Bürger als Edelmann in der Rolle des Dienstmädchens Nicole mit. Im Januar 1951 wirkte sie anlässlich der Wiedereröffnung des Neuen Residenztheaters als Kammermädchen Rosa in der Posse Der Verschwender mit. In der Spielzeit 1956/57 spielte sie, unter der Regie von Fritz Kortner, am Residenztheater München, an der Seite von Klaus Kinski, die Rolle des Dortchen Lakenreißer in dem Historiendrama Heinrich IV. von William Shakespeare.
Sie trat auch an der Kleinen Komödie auf. In der Spielzeit 1952/53 war sie an der Seite von Bruni Löbel und Dieter Borsche in dem Lustspiel Der Engel von Montparnasse von Jean Giltène zu sehen. In der Spielzeit 1955/56 trat sie neben Karl Ludwig Diehl und Alice Treff in dem Lustspiel Der Bestseller von Basil Thomas auf. In der Spielzeit 1957/58 war sie erneut an der „Kleinen Komödie“ engagiert. In den Spielzeiten 1961/62 und 1962/63 hatte sie ein Engagement an der „Tribüne“ in München. In der Spielzeit 1963/64 war sie wieder an der „Kleinen Komödie“ engagiert.
1980 wurde sie mit der Ludwig-Thoma-Medaille der Stadt München „für ein Lebenswerk als Darstellerin volkstümlicher Gestalten im Sinne Ludwig Thomas“ ausgezeichnet.

### Film und Fernsehen
Gallauner wirkte ab Ende der 1940er Jahre in zahlreichen Kinofilmen, Fernsehfilmen und Fernsehserien mit. 1949 gab sie in Josef von Bákys Adaption des Brandner Kaspars (nach Joseph Maria Lutz) ihr Kinodebüt. Es folgten Auftritte in zahlreichen weiteren Kino-Produktionen, oft in Heimatfilmen, Filmkomödien und Lustspielen mit oberbayerischem oder österreichischem Hintergrund. Gallauner wurde dabei häufig in komischen Rollen eingesetzt.
In dem Filmmelodram Das letzte Rezept (1952) mit O. W. Fischer übernahm sie die kleine Rolle der Frau Berger. In dem Märchenfilm Hänsel und Gretel (1954) von Walter Janssen spielte sie die Knusperhexe. In der Operettenverfilmung Schön ist die Welt (1957) verkörperte sie die komisch-überdrehte Sekretärin Fräulein Schimmel. In der Kriminalkomödie Der Gauner und der liebe Gott (1960) mit Gert Fröbe in der Hauptrolle war sie als Posthalterin Fräulein Mauer zu sehen. Weitere Kinorollen hatte sie im späteren Verlauf ihrer Karriere in der Tragikomödie Gefundenes Fressen (1977) und als Frau Juckenack in Michael Verhoevens sozialkritischem Drama Das schreckliche Mädchen (1990).
In der Operettenverfilmung Der Vogelhändler (1960), von Kurt Wilhelm für das Fernsehen eingerichtet, spielte sie, an der Seite von Gerhard Riedmann, die Rolle der Elfriede, die ältere Tochter des Dorfbürgermeisters. In dem ZDF-Fernsehfilm Eine unheilige Liebe (1993) über die Liebe eines katholischen Priesters, den die Filmdatenbank IMDb als letzte Filmarbeit Gallauners führt, spielte sie die Rolle der Pfarrhaushälterin Martha.
In der ZDF-Serie Die schnelle Gerdi (1989), mit Senta Berger in der Titelrolle, hatte Gallauner eine durchgehende Serienrolle als liebenswürdige, lebenserfahrene Nachbarin Frau Schmalzl. Daneben hatte sie Gastauftritte in vielen Fernsehserien wie Die seltsamen Methoden des Franz Josef Wanninger (1970), Münchner Geschichten (1975), Polizeiinspektion 1 (1977) sowie in den Krimiserien Der Kommissar (1975) und Der Alte (1984).

### Hörfunk
Gallauner war bereits vor dem Zweiten Weltkrieg in Hörfunksendungen des Reichssenders Wien zu hören.
Nach dem Zweiten Weltkrieg war sie weiterhin für den Rundfunk tätig und wirkte u. a. in Rundfunksendungen der österreichischen Sendergruppe Rot-Weiß-Rot mit. Sie arbeitete als Sprecherin für den Rundfunk und bei Hörspielen. Häufig war sie dabei in Produktionen des Bayerischen Rundfunks zu hören. Sie sprach, an der Seite von Michl Lang, Liesl Karlstadt und Rudolf Vogel, das Dienstmädchen Zenzi in der seinerzeit in Bayern sehr populären, Ende der 1940er Jahre entstandenen volkstümlichen Hörspielreihe Brummelg’schichten von Kurt Wilhelm und Ellis Kaut. 1957 wirkte sie beim Bayerischen Rundfunk in der Rolle der Frau Fleissig bei einer Hörspielproduktion des Romans Der veruntreute Himmel mit. In einer ORF-Hörspielfassung von Paul Burkhards musikalischer Komödie Das Feuerwerk (1962) übernahm sie an der Seite von Erik Jelde, Herta Talmar und Guggi Löwinger die Rolle der Köchin.
Darüber hinaus präsentierte Barbara Gallauner als Moderatorin auf Südwest 3 das Magazin Musik – Gymnastik – Plauderei. Sie lieh ihre Stimme auch Figuren aus dem Puppentrickfilm Robbi, Tobbi und das Fliewatüüt (1972).

### Privates
Barbara Gallauner war in zweiter Ehe mit dem Diplom-Ingenieur Franz Schneider verheiratet, der im Alter von 45 Jahren an einem Hirntumor starb. Gallauner lebte in München, wo sie 2011 hochbetagt im Alter von 98 Jahren verstarb.

## Theaterrollen (Auswahl)
(Anmerkung:)

### Münchner Kammerspiele
- 1947/48: Der Alpenkönig und der Menschenfeind, Rolle: Lieschen, Regie: Bruno Hübner
- 1951/52: Minna von Barnhelm, Rolle: Franziska, Regie: Fritz Kortner [mit Maria Wimmer als Minna]
- 1952/53: Kasimir und Karoline, Rolle: Karoline, Regie: Bruno Hübner
- 1952/53: Die Ratten, Rolle: Alice Rütterbusch, Regie: Hans Schweikart
- 1957/58: Der Talisman, Rolle: Flora Baumscheer, Regie: Karl Paryla
- 1960/61: Nachsaison von Herbert Asmodi, Rolle: Crescencia, Regie: August Everding
- 1960/61: Affäre Blum von Erich Engel und Robert Adolf Stemmle, Rolle: Lucie Schmerschneider, Regie: August Everding
- 1964/65: Herr Puntila und sein Knecht Matti, Rolle: Die Pröpstin, Regie: August Everding
- 1965/66: Die Schule der Frauen, Rolle: Georgette, Regie: Hans Schweikart
- 1966/67: Magdalena, Rolle: Barbara Mang, Regie: Hans Schweikart
- 1966/67: Geschichten aus dem Wienerwald, Rolle: Baronin, Regie: Otto Schenk
- 1967/68: Landshuter Erzählungen von Martin Sperr, Rolle: Frau Ringswandel [= Wirtin], Regie: August Everding
- 1967/68: Die Wiedertäufer von Friedrich Dürrenmatt, Rolle: Äbtissin Veronika von der Recke, Regie: Hans Schweikart
- 1968/69: Hedda Gabler, Rolle: Berte, Regie: Dieter Giesing
- 1970/71: Change von Wolfgang Bauer, Rolle: Frau Sedlacek, Regie: August Everding
- 1972/73: Die Ratten, Rolle: Frau Hassenreuter, Regie: August Everding
- 1972/73: Nathan der Weise, Rolle: Daja, Regie: Hans Schweikart [mit Peter Lühr als Nathan]
- 1974/75: Die Mutter von Stanisław Ignacy Witkiewicz, Rolle: N.N., Regie: Jerzy Jarocki
- 1976/77: Der Alpenkönig und der Menschenfeind, Rolle: Sophie von Rappelkopf, Regie: Hans-Reinhard Müller

### Bayerisches Staatsschauspiel
- 1948/49: Der Bürger als Edelmann, Rolle: Nicole, Regie: Hermann Wenninger
- 1949/50: Der Zerrissene, Rolle: Kathi, Regie: Bruno Hübner
- 1950/51: Der Verschwender, Rolle: Kammermädchen Rosa, Regie: Bruno Hübner
- 1953/54: Der konfuse Zauberer, Rolle: Melancholie, Regie: Bruno Hübner
- 1954/55: Die gefesselte Phantasie, Rolle: Vipria, Regie: Bruno Hübner
- 1956/57: Heinrich IV., Rolle: Dortchen Lakenreißer, Regie: Fritz Kortner
- 1961/62: Der Alpenkönig und der Menschenfeind, Rolle: Marthe, Regie: Eduard Loibner
- 1977/78: Der Revisor, Rolle: Ánna Andréjewna Skwosník-Dmuchanówskaja, Regie: Karl Paryla

## Filmografie (Auswahl)
- 1949: Die seltsame Geschichte des Brandner Kaspar
- 1950: Königskinder
- 1951: In München steht ein Hofbräuhaus
- 1952: Das letzte Rezept
- 1952: Der weißblaue Löwe
- 1953: Ehestreik
- 1954: Hänsel und Gretel
- 1956: Die Fischerin vom Bodensee
- 1957: Schütze Lieschen Müller
- 1957: Die Abenteuer des braven Soldaten Schwejk (Fernsehfilm)
- 1957: Schön ist die Welt
- 1957: Eine Frau, die weiß, was sie will
- 1960: Der Gauner und der liebe Gott
- 1960: Der Vogelhändler (Fernsehfilm)
- 1962: Die Soldaten (Fernsehfilm)
- 1965: Pension Schöller (Fernsehfilm)
- 1965: Ich kauf mir lieber einen Tirolerhut
- 1965: Die fromme Helene
- 1965: Sie schreiben mit: Tanz auf dem Eis (Fernsehserie, eine Folge)
- 1966: Gewagtes Spiel: Kleine Fische (Fernsehserie, eine Folge)
- 1966: Der Nachtkurier meldet …: Note ungenügend (Fernsehserie, eine Folge)
- 1970: Die seltsamen Methoden des Franz Josef Wanninger: Der Hochzeiter (Fernsehserie, eine Folge)
- 1975: Münchner Geschichten (Fernsehserie, 2 Folgen)
- 1975: Der Kommissar: Warum es ein Fehler war, Beckmann zu erschießen (Fernsehserie, eine Folge)
- 1977: Gefundenes Fressen
- 1977: Polizeiinspektion 1: Der Zamperlfänger (Fernsehserie, eine Folge)
- 1978: Der Alte: Der schöne Alex (Fernsehserie, eine Folge)
- 1984: Tatort: Heißer Schnee (Fernsehreihe)
- 1989: Die schnelle Gerdi (Fernsehserie, 5 Folgen)
- 1990: Das schreckliche Mädchen
- 1993: Eine unheilige Liebe (Fernsehfilm)